# Bayerische Zugspitzbahn
De Bayerische Zugspitzbahn is een metersporige met 1.500 volt gelijkspanning geëlektrificeerde, tandradbaan in Duitsland en voert van Garmisch-Partenkirchen bergopwaarts naar de Zugspitze en door de Bayerische Zugspitzbahn Bergbahn AG geëxploiteerd. In 2007 werd de spoorlijn genomineerd als historisch gedenkteken der ingenieursbouwkunst in Duitsland.

## Geschiedenis
De spoorlijn werd tussen 1928 en 30 gebouwd. Op 19 februari 1929 vond de opening van het traject tussen Grainau en Eibsee plaats, en op 19 december 1929 werd het traject tussen Garmisch en Grainau geopend. Sinds 8 juli 1930 is het laatste gedeelte van het traject tussen Eibsee en Schneefernerhaus geopend.
De Zugspitzbahn begint in Garmisch-Partenkirchen op een hoogte van 705 meter en voert over een lengte van 7,5 kilometer als adhesie-spoorlijn naar Grainau. Vanaf Grainau is de spoorlijn uitgerust met een tandrad, en voert het traject via de halte Eibsee naar het station Riffelriss. Van hieruit voert het traject sinds 1930 via een tunnel naar het Schneefernerhaus. In 1987 werd de tunnel via een aftakking naar het lager gelegen op 2588 meter gelegen Zugspitzplatt verkort. Hier bevindt zich, midden in het skigebied, direct onder restaurant Sonn-Alpin het nieuwe bergstation. Het traject naar het Schneefernerhaus wordt sinds november 1992 niet meer in de dienstregeling opgenomen. Het gehele traject heeft een lengte van 19 km, waarvan 11,5 km is uitgevoerd als tandradbaan. De tunnel naar het bergstation heeft een totale lengte van 4,8 km.
Vanaf het bergstation kan de top van de Zugspitze worden bereikt met een kabelbaan.
De spoorlijn wordt geëxploiteerd door de Bayerischen Zugspitzbahn Bergbahn AG. Deze onderneming is merendeels in het bezit van de dienst Openbare Werken van de gemeente Garmisch-Partenkirchen.
De top van de Zugspitze is ook bereikbaar via de Eibseeseilbahn en de Tiroler Zugspitzbahn.
Naast de Bayerischen Zugspitzbahn bestaat er in Beieren nog een tweede tandradbaan: de Wendelsteinbahn.

## Tandradsysteem
De Zugspitzbahn maakt gebruik van het tandradsysteem Riggenbach. Riggenbach is een tandradsysteem ontwikkeld door de Zwitserse constructeur en ondernemer Niklaus Riggenbach (1817-1899).

## Materieel

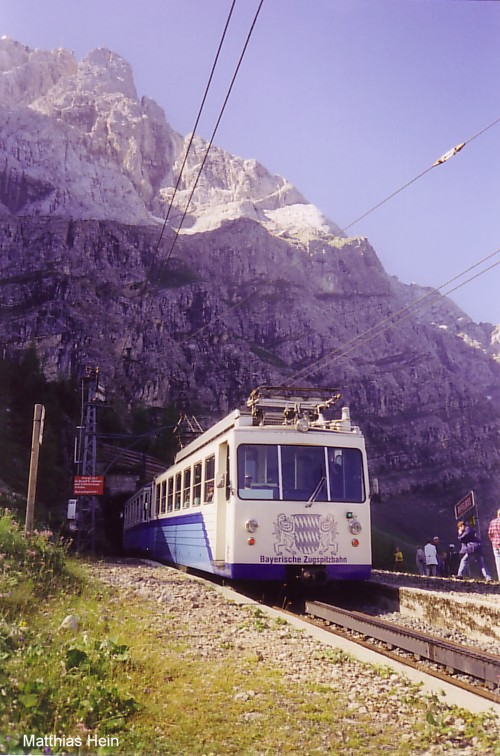
Trein van de Bayerische Zugspitzbahn bij station Riffelriss

### Locomotieven
Bij de opening van de spoorlijn werden door AEG 12 locomotieven geleverd.
4 locomotieven werden geleverd voor het adhesietraject met de fabrieksnummers 4268 - 4271. 8 tandradlocomotieven met de fabrieksnummers 4260 - 4267 werden geleverd voor het bergtraject. De locomotieven bestemd voor het adhesietraject kregen de bedrijfsnummers 1 t/m 4 en de berglocomotieven de bedrijfsnummer 11 t/m 18. De tweeassige (Bo) dallocomotieven met hun totale vermogen van 2 x 112 kw hadden een maximumsnelheid van 50 km/h en hadden een lengte van 6,9 m en hadden een gewicht van 27,5 ton.
De eveneens tweeassige (1zzz1) berglocs konden enkel op het tandradgedeelte ingezet worden. Ieder van de drie 170 kw sterke motoren werkten onafhankelijk van elkaar via een eigen aandrijving van een tandrad. De locomotieven hadden een maximumsnelheid berg- op en afwaarts van 13 km/h tot Eibsee. Vanaf Eibsee bedroeg de maximumsnelheid berg- op en afwaarts 9 km/h. De locs hadden een lengte van 6,3 m. en wogen 28,7 ton.
Met de getrokken treinen konden de passagiers op het gehele traject blijven zitten. Een dallocomotief trok de trein naar Grainau. Hier werd de tractie overgenomen door een van de berglocomotieven. Tot Eibsee mocht een locomotief 3 rijtuigen trekken, vanaf station Eibsee mocht de locomotief slechts twee rijtuigen trekken.

### Treinstellen

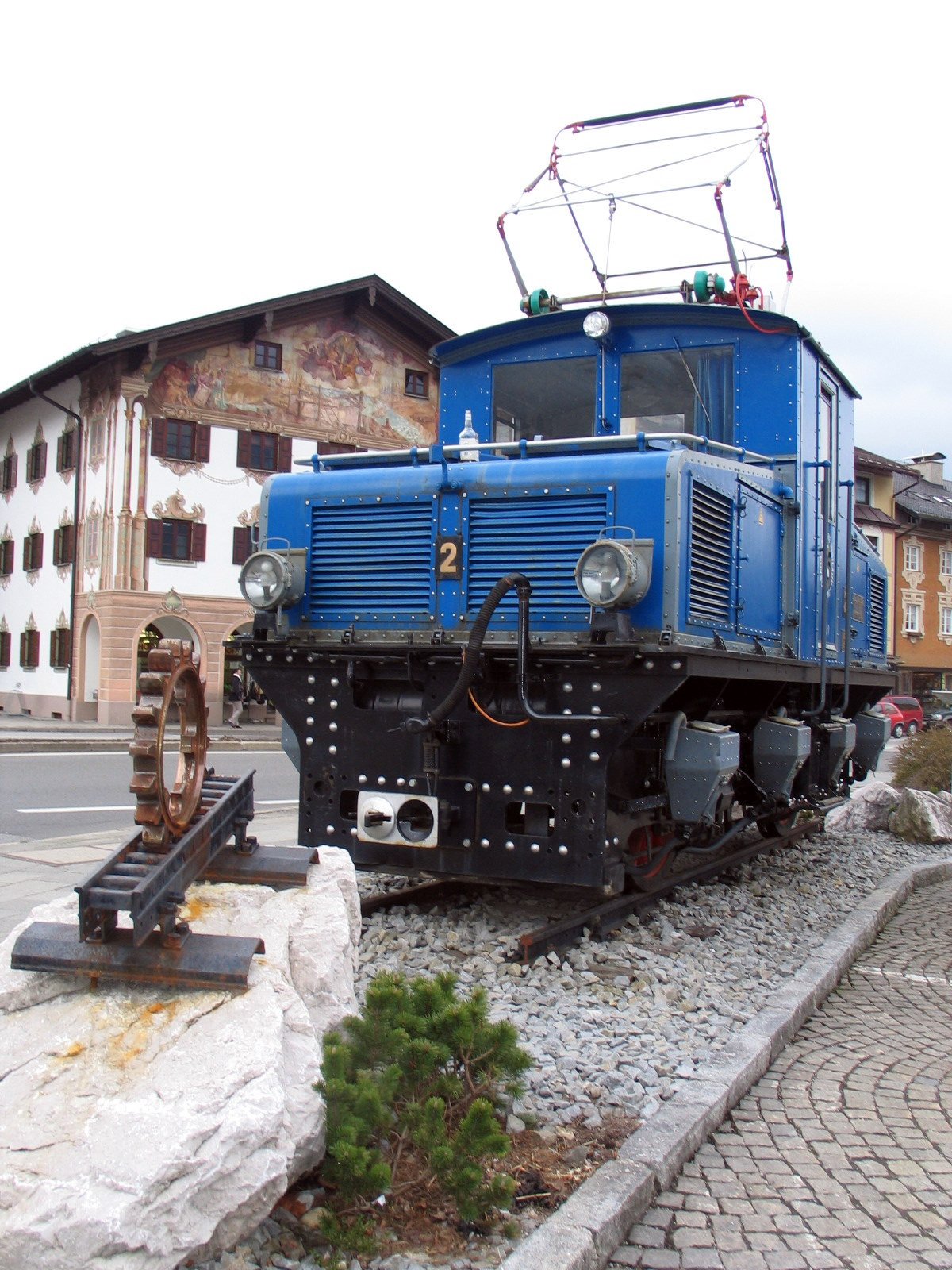
Gipfelstürmer, een locomotief van de Bayerische Zugspitzbahn
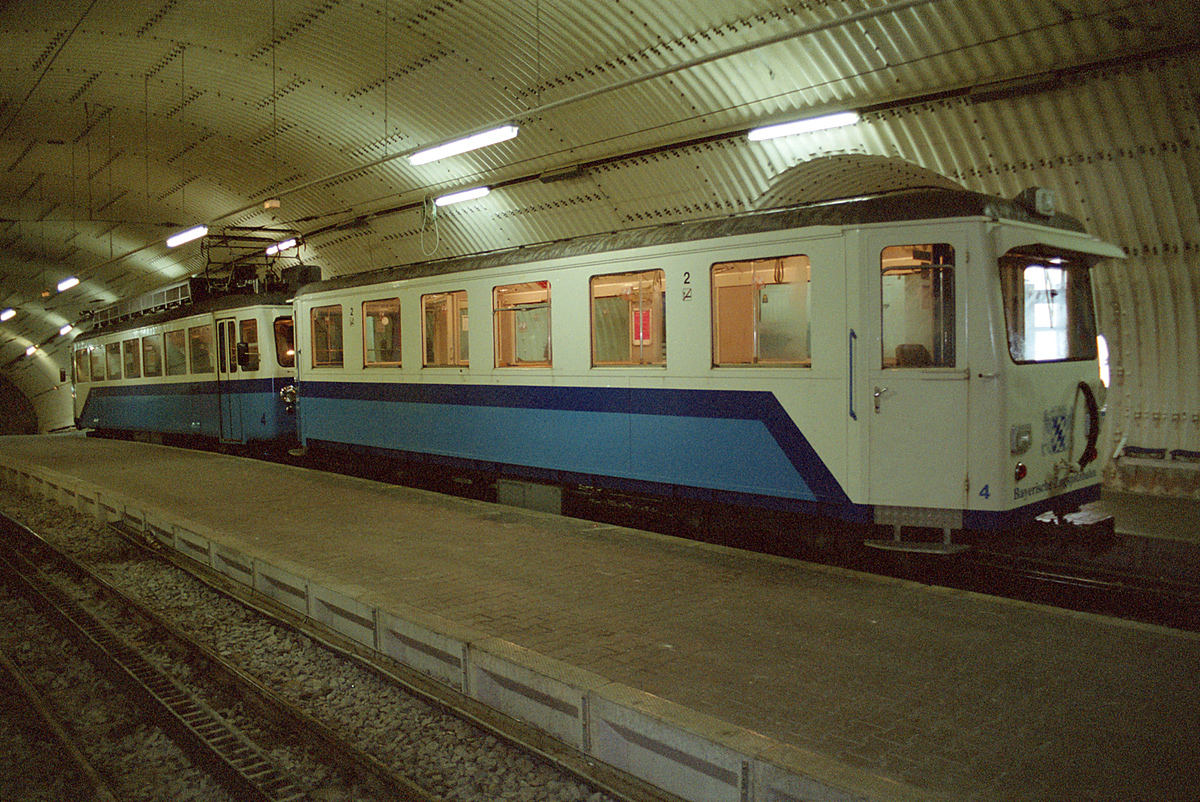
Een treinstel in station Zugspitzplatt
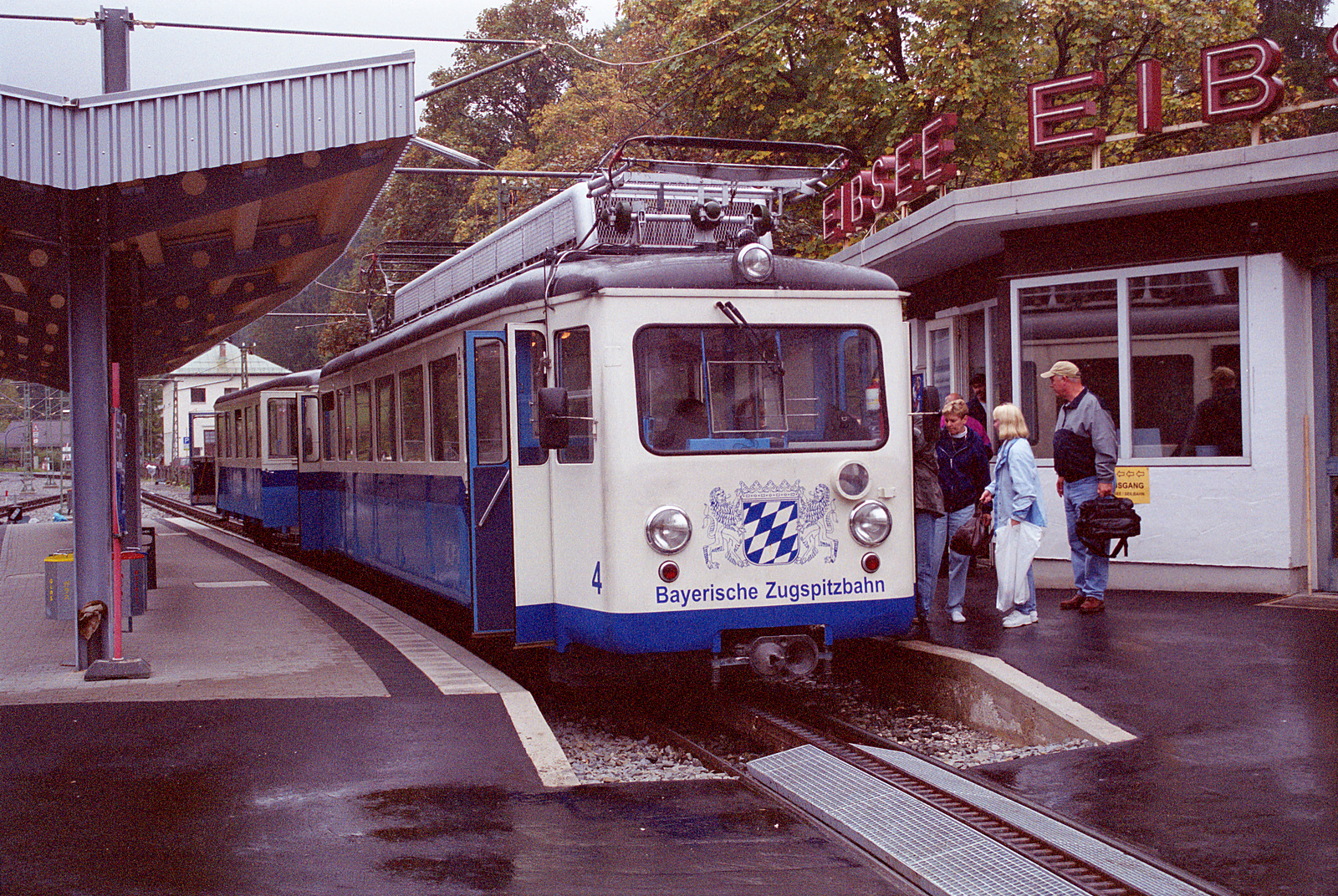
Station Eibsee met treinstel richting Garmisch
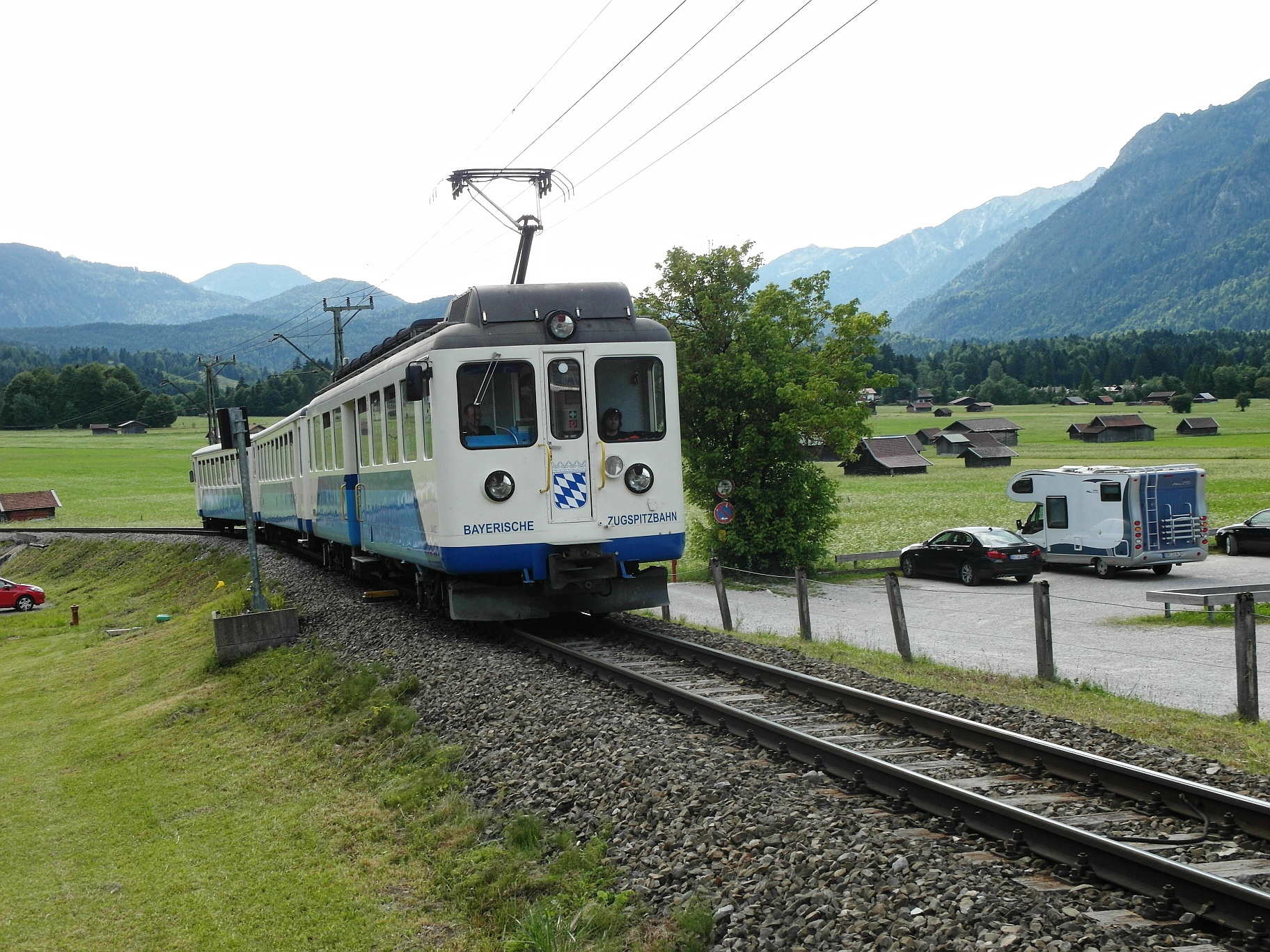
Treinstel 309 bij Alpspitz/Kreuzeck-Seilbahnstation
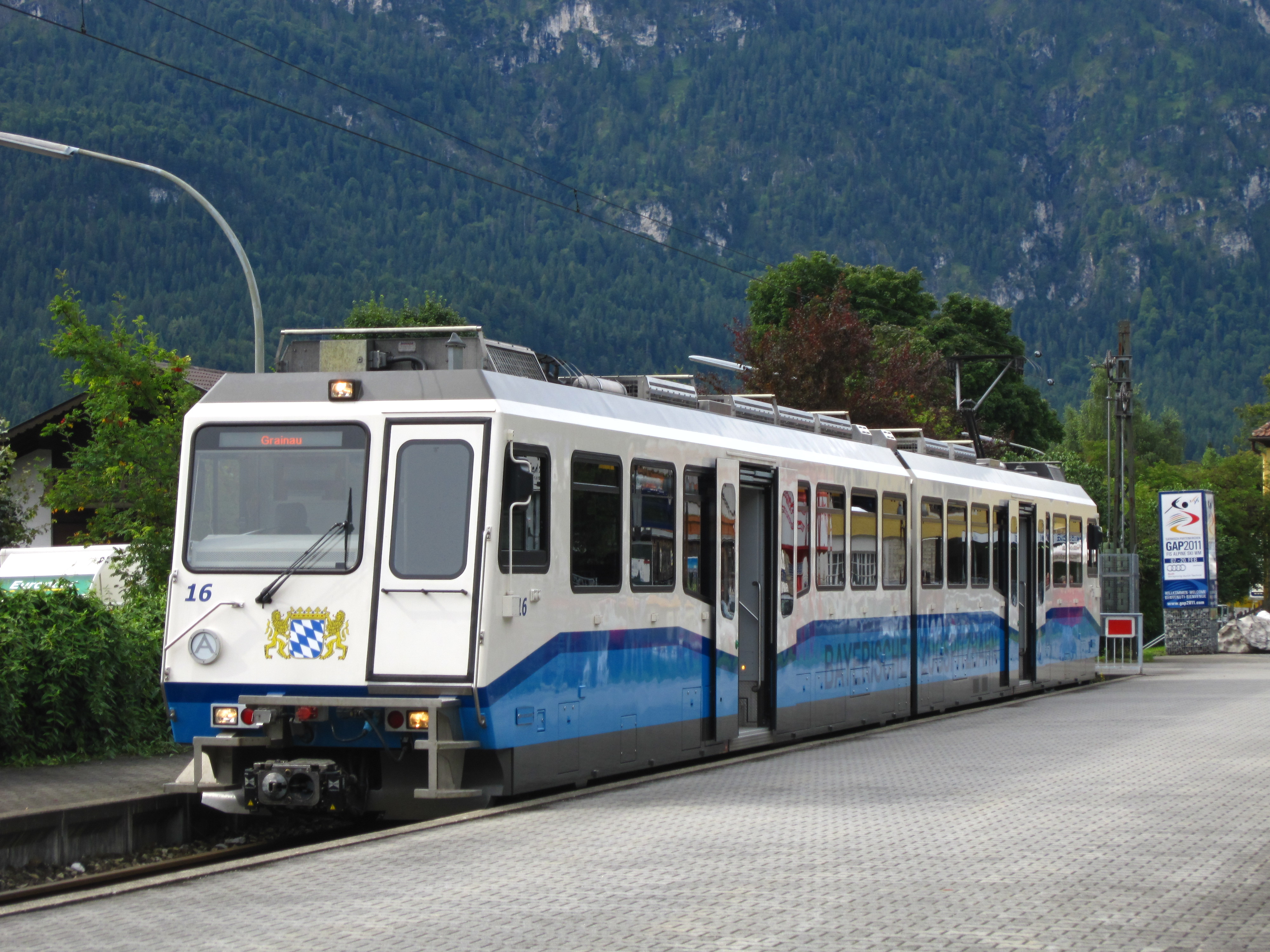
Station Garmisch met treinstel 16 richting Zugspitzplatt

#### 1 - 4
In de jaren 50 werden de eerste generaties treinstellen bij de BZB in dienst gesteld. De 4 treinstellen werden door een consortium van MAN/AEG/SLM met de fabrieksnummers 140974 (1, 1954), 141470 (2, 1956), 143474 (3,1958) en 143475 (4,1958) geleverd, en kregen de bedrijfsnummers 1 - 4 (dubbele bedrijfsnummers zijn bij de BZB normaal).
De vierassige (1zz1)(1zz1) treinstellen met een vermogen van 4 x 114 kw waren op het tandradgedeelte vele malen sneller dan de berglocs en verdrongen deze dan ook al snel uit de reizigersdienst. Tot Eibsee bereikten de stellen een maximumsnelheid van 23 km/h bergop- en 20 km/h bergafwaarts. Vanaf Eibsee bedroeg de maximumsnelheid 20 km/h bergop- en 15 km/h bergafwaarts. De treinstellen beschikken over 54 zitplaatsen, en hebben een lengte van 14,6 meter met een totaal gewicht van 22,6 ton.

#### 5 en 6
In 1978 leverde SLM/BBC twee treinstellen met de fabrieksnummers 5132 en 5133. Deze eveneens vierassige treinstellen kregen de bedrijfsnummers 5 en 6. Met een vermogen van 4 x 117 kw bereiken de treinstellen dezelfde snelheden als de eerste vier treinstellen. De treinstellen boden aan 56 passagiers plaats en hadden een lengte van 14,8 m en een gewicht van 23,3 ton. Met de inbedrijfstelling van deze twee treinstellen, konden de oude, langzame locomotieven geheel buiten dienst gesteld worden. Als stuurstand voor deze stellen dienen de in 1980 omgebouwde rijtuigen 21 (voor stel 5) en 22 (voor stel 6).

#### 10 en 11
In 1987 leverde SLM/Siemens wederom twee treinstellen met de fabrieksnummers 5316 en 5317. Deze dubbele treinstellen waren de eerste treinen van de Zugspitzbanh die het gehele traject konden afleggen. In ieder draaistel van treinstel 10 en 11 werkt een motor die de trein zowel op het adhesietraject als op het tandradtraject aandrijft met een vermogen van 4 x 216 kw. De maximumsnelheid op het adhesietraject bedraagt 70 km/h en op het tandradtraject is de maximumsnelheid 30 km/h tot Eibsee bergop- en bergafwaarts hebben de treinstellen deze zelfde maximumsnelheid als de treinstellen 1 t/m 4. De treinstellen hebben 114 zitplaatsen, zijn 29,3 m lang en wegen 54,1 ton.
Om de dienst met deze treinstellen goed te kunnen uitvoeren is het traject op het dal gedeelte tussen 1987 en 1988 volledig vernieuwd, waarbij ook het station in Garmisch werd omgebouwd. De Wendelsteinbahn beschikt eveneens over 2 (bijna) identieke treinstellen die het volledige verkeer op het traject afhandelen.

#### 309
In 2000 nam de BZB van de Berner Oberland-Bahnen het in 1979 gebouwde treinstel 309. De twee bijpassende rijtuigen 211 en 213 werden van de Regionalverkehr Bern - Soloturn overgenomen. Bij de BZB behielden de drie voertuigen hun originele bedrijfsnummers. Het treinstel heeft een vermogen van 4 x 270 kw, en biedt aan 52 passagiers een zitplaats. De totale lengte van het treinstel is 17,2 meter en weegt 44,2. Het treinstel is geschikt voor adhesie- en tandradverkeer, maar heeft slechts een toelating tot station ist Eibsee.

#### 12, 14, 15 en 16
2006 was het jaar van de grote vooruitgang. Door Stadler Rail uit het Zwitserse Bussnang werden vier dubbele treinstellen geleverd met de fabrieksnummers L4122/1 t/m L4122/4. De met de nummers 12, 14, 15 en 16 in het materieel bestand opgenomen treinstellen zijn uitgerust met jacobsdraaistellen, en rijden over het gehele traject. Deze treinstellen bieden voor het eerst bij de BZB de gelegenheid om net als bij een gewoon treinstel van rijtuig naar rijtuig te lopen. De treinstellen hebben een vermogen van 6 x 300 kw, en de maximumsnelheid bedraagt eveneens 70 km/h en op het tandradtraject is de maximumsnelheid 30 km/h tot Eibsee bergop- en bergafwaarts, en vanaf Eibsee 20 km/h bergop- en 15 km/h bergafwaarts. De treinstellen bieden aan 106 passagiers een zitplaats, en hebben een lengte van 30,6 meter en wegen 65 ton. Het eerste treinstel kwam op 22 juni 2006 op drie diepladers aan in Garmisch. Na de benodigde testritten werd het treinstel op 8 oktober 2006 feestelijk in gebruik genomen.

### Personen- en goederenrijtuigen
Bij de opening in 1930 werden ook 18 vierassige reizigerijtuigen geleverd. Deze rijtuigen kregen de bedrijfsnummers 1 t/m 19. De 10,9 meter lange en 8,7 ton zware rijtuigen bieden aan 54 reizigers een zitplaats. Vanaf 1959 werden enkele rijtuigen tot stuurstandrijtuig omgebouwd. Tegenwoordig zijn de niet omgebouwde rijtuigen 1 en 2 in dienst op het daltraject en de rijtuigen 3, 4, 11, 18 en de in 1980 omgebouwde en omgenummerde rijtuigen 21 (ex 6) en 22 (ex 17) op het volledige traject.
Op de spoorlijn vindt ook op beperkte schaal goederenvervoer plaats. Via de spoorlijn wordt het restaurant en het meteorologisch station bevoorraad. Ook worden de goederenwagons ingezet bij het onderhoud van de spoorlijn. De BZB beschikt over de volgende goederenwagons:
- 1 vierassige gereedschapswagen
- 2 vierassige railtransportwagons
- 1 tweeassige gesloten goederenwagon (voorzien van koelaggregaat voor het vervoer van levensmiddelen naar de top van de berg)
- 2 tweeassige open goederenwagons
- 1 tweeassige tankwagon
- 2 sneeuwschuivers
- 1 vierassige zelflosser (ten behoeve van het onderhoud van het spoor)

## Bestand / Inzet (eind 2007)
De dallocomotieven 1 en 4 zijn nog bedrijfsklaar. Beide locs worden slechts nog ingezet bij rangeerdiensten in Grainau. Op het traject tussen Garmisch en Grainau komen de locs slechts nog in actie bij extra ritten zoals de nostalgieritten in 2005. Loc 3 is niet rijvaardig. Loc 2 staat als monument op het Rathausplatz in Garmisch-Partenkirchen, direct aan de B 2.
De berglocomotieven 14 en 15 zijn bedrijfsklaar. Loc 15 rijdt in het zomerseizoen regelmatig met nostalgische treinen naar de top. Met goederentreinen komen de locs ook regelmatig op de Zugspitze. Loc 11 is niet rijvaardig en wordt gebruikt als plukloc voor de overige locs.
Van de eerste generatie treinstellen is alleen het in 2000 volledig gereviseerde stel 2 regelmatig in dienst. Stel nummer 3 en bijwagen nummer 3 werden op 27 februari 2007 naar de voormalige spoorbouw werkplaats in Neurenberg overgebracht, en daar op een eigen spoorbaan opgesteld. Het treinstel zal daar in een leerlingwerkplaats worden opgeknapt en volgens plan vanaf 2008 in de dierentuin van Neurenberg naar het restaurant op de heuvel in het park rijden op een speciaal hiervoor aangelegd tandradspoor. Treinstel 4 is verkocht aan een verzamelaar, en staat momenteel in Polling.
De treinstellen 5 & 6, 10 & 11, 12 - 16 en 309 zijn bedrijfsklaar en regelmatig in dienst aan te treffen, waarbij treinstel 309 als volledig driedelig treinstel wordt ingezet. Dit gebeurt meestal in drukke periodes op het adhesietraject om een treinstel voor het bergtraject vrij te houden voor extra ritten.
Sinds de herfst van 2006 rijden de dubbele treinstellen bij minder drukke en normale drukte de treinen van Garmisch tot aan station Zugspitzplatt, zonder dat de reizigers hoeven over te stappen. De drie daarvoor benodigde omlopen kunnen dan ook met twee gekoppelde treinstellen gereden worden. Alleen op zeer drukke momenten zet men de dubbele treinstellen in op het tandradgedeelte. Dit gebeurt vooral op het steilste gedeelte dat gelegen is boven de Eibsee. Het daltraject wordt in dat geval verzorgd door treinstel 309, waarbij men in Grainau dient over te stappen. Sinds 2000 is het mogelijk zonder veel problemen over te stappen, dankzij het tegenovergelegen spoor.

## Trivia
Bij de BZB komt het nummer 13 dat ongeluk zou brengen niet voor in het materieelbestand.